# Anthomyzidae
Famille
Les Anthomyzidae sont une famille de diptères.

## Liste des genres
Selon BioLib (30 juin 2020) :
- genre Amnonthomyza Roháček, 1993
- genre Amygdalops Lamb, 1914
- genre Anagnota Becker, 1902
- genre Anthomyza Fallén, 1810
- genre Apterosepsis Richards, 1962
- genre Arganthomyza Roháček, 2009
- genre Barbarista Roháček, 1993
- genre Carexomyza Roháček, 2009
- genre Cercagnota Roháček & Freidberg, 1993
- genre Chamaebosca Speiser, 1903
- genre Epischnomyia Roháček, 2006
- genre Fungomyza Roháček, 1999
- genre Grimalantha Roháček, 1998 †
- genre Ischnomyia Loew, 1863
- genre Margdalops Roháček & Barraclough, 2003
- genre Mumetopia Melander, 1913
- genre Paranthomyza Czerny, 1902
- genre Protanthomyza Hennig, 1965 †
- genre Receptrixa Roháček, 2006
- genre Santhomyza Rohácek, 1984
- genre Scelomyza Séguy, 1938
- genre Stiphrosoma Czerny, 1928
- genre Typhamyza Roháček, 1992
- genre Zealantha Roháček, 2007